# Henry Cockburn
Henry Cockburn (ur. 14 września 1921 w Ashton-under-Lyne, zm. 2 lutego 2004 w Mossley) – angielski piłkarz występujący podczas kariery na pozycji pomocnika.

## Kariera klubowa
Henry Cockburn piłkarską karierę rozpoczął w Manchesterze United w 1944. Z Czerwonymi Diabłami zdobył mistrzostwo Anglii w 1952 oraz Puchar Anglii w 1948. Ogółem w barwach Czerwonych Diabłów rozegrał 243 spotkania, w których zdobył 4 bramki. W latach 1954–1956 występował w drugoligowym Bury. Karierę zakończył w amatorskim Sankey's F.C. w 1961.
| Sezon   | Klub                   | Kraj   | Rozgrywki    | Mecze | Bramki |
| ------- | ---------------------- | ------ | ------------ | ----- | ------ |
| 1946/47 | Manchester United F.C. | Anglia | Division One | 32    | 0      |
| 1947/48 | Manchester United F.C. | Anglia | Division One | 26    | 1      |
| 1948/49 | Manchester United F.C. | Anglia | Division One | 36    | 0      |
| 1949/50 | Manchester United F.C. | Anglia | Division One | 35    | 1      |
| 1950/51 | Manchester United F.C. | Anglia | Division One | 35    | 0      |
| 1951/52 | Manchester United F.C. | Anglia | Division One | 38    | 2      |
| 1952/53 | Manchester United F.C. | Anglia | Division One | 22    | 0      |
| 1953/54 | Manchester United F.C. | Anglia | Division One | 18    | 0      |
| 1954/55 | Manchester United F.C. | Anglia | Division One | 1     | 0      |
| 1954/55 | Bury F.C.              | Anglia | Division Two | 19    | 0      |
| 1955/56 | Bury F.C.              | Anglia | Division Two | 16    | 0      |

## Kariera reprezentacyjna
W reprezentacji Anglii Cockburn zadebiutował 28 września 1946 w wygranym 7-2 meczu w British Home Championship z Irlandią Północną. W 1950 Cockburn uczestniczył w mistrzostwach świata. Na turnieju w Brazylii był rezerwowym i nie wystąpił w żadnym meczu. Ostatni raz w reprezentacji wystąpił 3 października 1950 w zremisowanym 2-2 towarzyskim meczu z Francją. Ogółem Cockburn rozegrał w reprezentacji 13 spotkań.
| Mecze i gole w reprezentacji | Mecze i gole w reprezentacji | Mecze i gole w reprezentacji | Mecze i gole w reprezentacji | Mecze i gole w reprezentacji | Mecze i gole w reprezentacji | Mecze i gole w reprezentacji |
| #                            | Data                         | Miasto                       | Przeciwnik                   | Gol                          | Wynik                        |                              |
| ---------------------------- | ---------------------------- | ---------------------------- | ---------------------------- | ---------------------------- | ---------------------------- | ---------------------------- |
| 1.                           | 28.09.1946                   | Belfast                      | Irlandia Północna            |                              | 7:2                          | British Home Championship    |
| 2.                           | 30.09.1946                   | Dublin                       | Irlandia                     |                              | 1:0                          | towarzyski                   |
| 3.                           | 13.11.1946                   | Manchester                   | Walia                        |                              | 3:0                          | British Home Championship    |
| 4.                           | 10.04.1948                   | Glasgow                      | Szkocja                      |                              | 2:0                          | British Home Championship    |
| 5.                           | 16.05.1948                   | Turyn                        | Włochy                       |                              | 4:0                          | towarzyski                   |
| 6.                           | 21.09.1948                   | Kopenhaga                    | Dania                        |                              | 0:0                          | towarzyski                   |
| 7.                           | 09.10.1948                   | Belfast                      | Irlandia Północna            |                              | 6:2                          | British Home Championship    |
| 8.                           | 02.12.1948                   | Londyn                       | Szwajcaria                   |                              | 6:0                          | towarzyski                   |
| 9.                           | 09.04.1949                   | Londyn                       | Szkocja                      |                              | 1:3                          | British Home Championship    |
| 10.                          | 13.05.1949                   | Solna                        | Szwecja                      |                              | 1:3                          | towarzyski                   |
| 11.                          | 09.05.1951                   | Londyn                       | Argentyna                    |                              | 2:1                          | towarzyski                   |
| 12.                          | 19.05.1951                   | Liverpool                    | Portugalia                   |                              | 5:2                          | towarzyski                   |
| 13.                          | 03.10.1951                   | Londyn                       | Francja                      |                              | 2:2                          | towarzyski                   |